# Schrijfletter

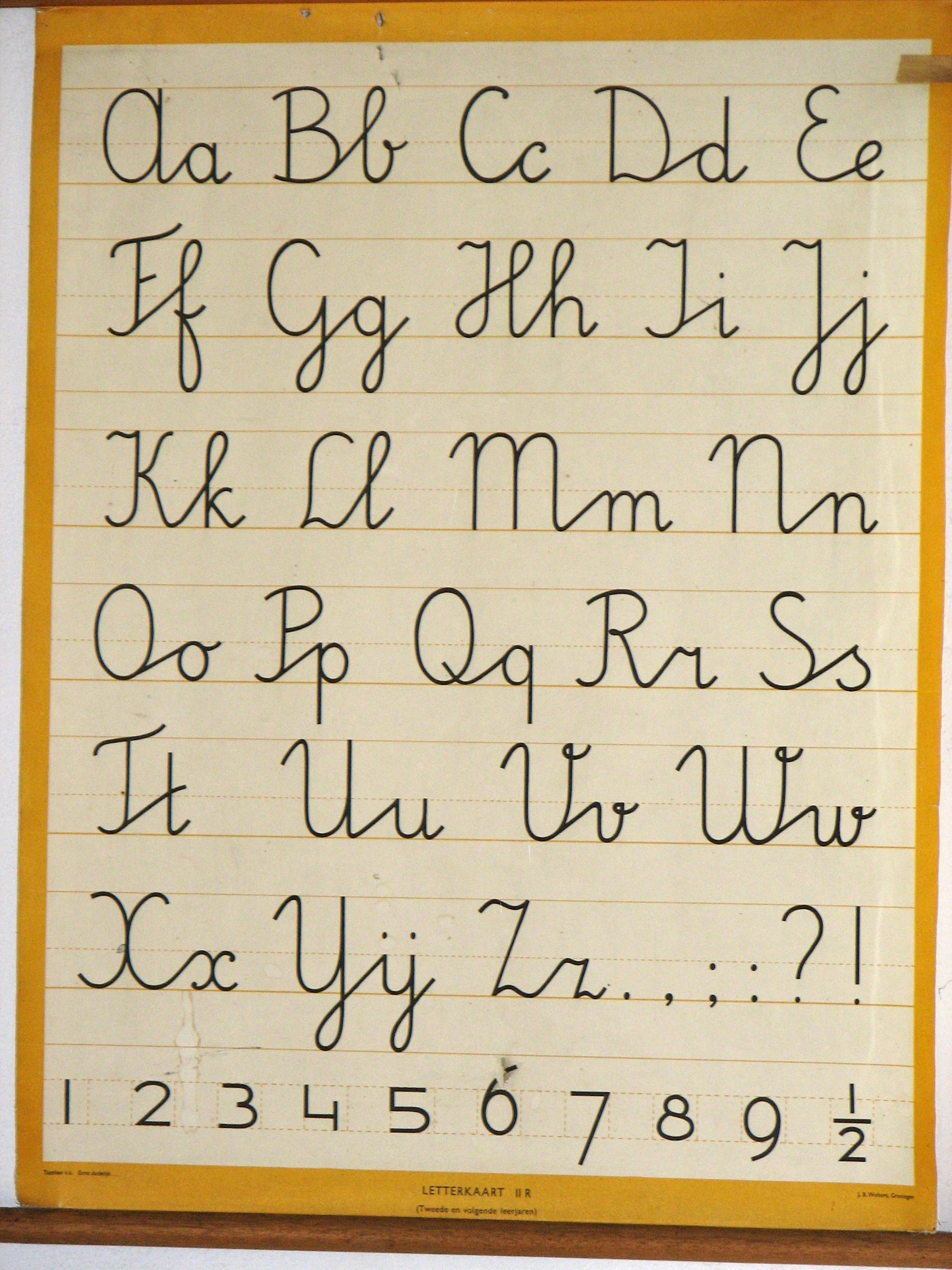
Schrijfletters zoals ze in Nederland op school worden aangeleerd

Schrijfletters zijn handgeschreven letters die zo zijn gevormd dat ze aan elkaar geschreven kunnen worden zodat een heel woord uit één enkele lijn (en punten of accenten) kan bestaan. Dit in tegenstelling tot blokletters, die los van elkaar staan. Doordat bij schrijfletters de pen minder vaak hoeft te worden opgetild kan sneller worden geschreven. Schrift dat uit schrijfletters bestaat wordt ook wel 'lopend schrift' of verbonden schrift genoemd. Nog een ander woord voor de schrijfletter is de Anglaise. Schrijfletters bestaan voor de Latijnse, Griekse, Arabische en Cyrillische alfabetten.

## Verwarring met 'cursief'
In het (Amerikaans) Engels en veel romaanse talen worden schrijfletters met de term "cursief" aangeduid, dat in het Latijn "vloeiend" betekent. Dit woord heeft in het Nederlands en de meeste andere Noord-Europese talen echter een andere betekenis gekregen: meestal wordt er een naar rechts hellende drukletter mee bedoeld. Deze spraakverwarring komt waarschijnlijk doordat zulke drukletters geïnspireerd zijn op het handschrift (terwijl de rechtopstaande "romeinse" drukletters gevormd zijn naar letters die met een beitel in steen werden gehakt). Ook binnen het Engelse taalgebied worden voor schrijfletters en het daaruit bestaande schrift veel verschillende termen gebruikt; in Groot-Brittannië is de term "joined-up writing" gebruikelijker.

cursieve schrijfletters
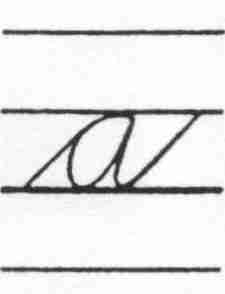
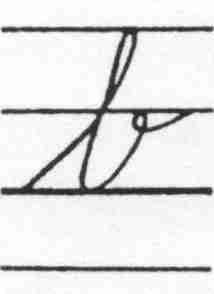
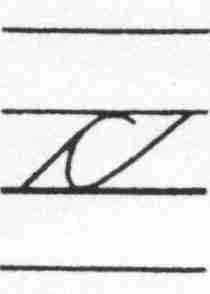

## In het onderwijs
Op Montessorischolen is verbonden schrift gangbaar of verplicht, maar op internationale scholen leren kinderen blokschrift. In de Verenigde Staten is de tendens dat er na jaren van blokschrift weer wordt overgegaan op leren schrijven met het verbonden schrift. Op Nederlandse basisscholen is het leren van het zogeheten verbonden schrift niet meer vanzelfsprekend, hoewel het nog steeds het meest gangbare schrift is.

## Voor- en nadelen
Er zijn voor- en nadelen over het doorvoeren van dit inzicht, zoals leesbaarheid, doelgerichtheid, snelheid, netheid of moeilijkheid in aanleren.
In het algemeen geldt dat een tekst beter beklijft wanneer deze wordt geschreven in plaats van wordt getypt; ook is handschrijven voor kinderen goed voor hun fijne motoriek en hersenontwikkeling omdat er meer sensoren voor nodig zijn om iets op papier te krijgen. In het basisonderwijs wordt als aanvulling op het typen soms aangeleerd om getekende aantekeningen (zoals mindmaps) te maken.